# Białobłocki
Białobłocki (Białynia odmiana Białobłocki, Białobłocki (a)) – polski herb szlachecki, odmiana herbu Białynia.

## Opis herbu
W polu czerwonym podkowa barkiem w dół, w niej krzyż kawalerski złoty, nad nią strzała srebrna.
W klejnocie nad hełmem w koronie trzy pióra strusie.
Herb różni się zatem od Białyni jedynie tynkturą pola i ilością piór w klejnocie.

## Najwcześniejsze wzmianki
Nieznana geneza odmiany.

## Herbowni
Białobłocki.